# Elisabeth Hlavac
Elisabeth Hlavac (ur. 25 lutego 1952 w Wiedniu) – austriacka polityk i prawniczka, parlamentarzystka krajowa, deputowana do Parlamentu Europejskiego IV kadencji.

## Życiorys
W 1976 ukończyła studia prawnicze na Uniwersytecie Wiedeńskim. Od 1975 pracował w administracji austriackiego parlamentu. Zaangażowała się w działalność polityczną w ramach Socjaldemokratycznej Partii Austrii. Była radną wiedeńskiej dzielnicy Döbling (1977–1988), w 1985 weszła w skład władz regionalnych SPÖ w Wiedniu.
Od 1988 do 1989 zasiadała w Radzie Federalnej. W latach 1995–1996 sprawowała mandat eurodeputowanej w ramach delegacji krajowej. Od 1989 do 1999 oraz od 2000 do 2002 była posłanką do Rady Narodowej. W latach 2003–2004 ponownie wchodziła w skład Bundesratu, a od 2004 do 2008 pełniła kolejny raz funkcję członkini Rady Narodowej.
Odznaczona Wielką Złotą Odznaką Honorową za Zasługi dla Republiki Austrii (1998).